# Route 350 (Québec)
La route 350 (R-350) est une route régionale québécoise d'orientation est / ouest située sur la rive nord du fleuve Saint-Laurent. Elle dessert la région administrative de la Mauricie.

## Tracé
La route 350 débute à Saint-Édouard-de-Maskinongé, sous le nom de route Foisy, à l'angle de la route 348. Son tracé traverse plusieurs municipalités pour finir à la jonction de la route 153 à Saint-Boniface. Elle inclut deux chevauchements, avec la route 349 à Saint-Paulin et avec la route 351 à Charette.

## Localités traversées (de l'ouest vers l'est)
Liste des municipalités dont le territoire est traversé par la route 350, regroupées par municipalité régionale de comté (MRC).

### Mauricie
Maskinongé
- Saint-Édouard-de-Maskinongé
- Sainte-Ursule
- Sainte-Angèle-de-Prémont
- Saint-Paulin
- Charette
- Saint-Boniface

## Intersections majeures
| MRC                                           | Municipalité                | km    | Destinations                                                    | Notes                                                                                             |
| --------------------------------------------- | --------------------------- | ----- | --------------------------------------------------------------- | ------------------------------------------------------------------------------------------------- |
| Maskinongé                                    | Saint-Édouard-de-Maskinongé | 0,00  | R-348 – Saint-Édouard-de-Maskinongé, Saint-Gabriel, Louiseville |                                                                                                   |
| Maskinongé                                    | Saint-Paulin                | 10,70 | R-349 sud – Saint-Léon-le-Grand, Louiseville                    | Terminus ouest du multiplex avec la R-349; Louiseville indiqué en direction est seulement         |
| Maskinongé                                    | Saint-Paulin                | 14,00 | R-349 nord – Saint-Alexis-des-Monts                             | Terminus est du multiplex avec la R-349                                                           |
| Maskinongé                                    | Charette                    | 22,20 | R-351 sud – Saint-Barnabé, Yamachiche                           | Terminus ouest du multiplex avec la R-351; Yamachiche indiqué en direction ouest seulement        |
| Maskinongé                                    | Charette                    | 23,80 | R-351 nord – Saint-Élie-de-Caxton, Saint-Mathieu-du-Parc        | Terminus est du multiplex avec la R-351; Saint-Mathieu-du-Parc indiqué en direction est seulement |
| Maskinongé                                    | Saint-Boniface              | 28,80 | R-153 – Yamachiche, Saint-Boniface, Shawinigan                  | La R-350 devient la R-153 sud                                                                     |
| - Terminus de multiplex - Transition de route |                             |       |                                                                 |                                                                                                   |